# Attagenus addendus
Attagenus addendus es una especie de coleóptero de la familia Dermestidae.

## Distribución geográfica
Habita en Túnez, Israel, Argelia y Marruecos.